# College of Southern Nevada
Le College of Southern Nevada (CSN) est une université publique du comté de Clark — l'aire urbaine de Las Vegas —, au Nevada.
Le CSN est la plus grand université publique de l'État.